# Conny Andersson (skådespelare)
Conny Andersson, född 13 september 1974 i Värmland, är en svensk skådespelare och teaterregissör.[källa behövs] Han har medverkat i filmerna Lillebror på tjuvjakt och Kocken samt i TV-serien Skilda världar.

## Filmografi
- 1997 – Skilda världar (TV-serie)
- 2003 – Lillebror på tjuvjakt
- 2005 – Kocken

### Fotnoter
1. ↑  ”Conny Andersson”. IMDb.com. Arkiverad från originalet den 19 mars 2012. https://web.archive.org/web/20120319055156/http://akas.imdb.com/name/nm1104566/. Läst 22 september 2012.